# Christiane Durussel
Pour les articles homonymes, voir Durussel.
Christiane Durussel, née le 1er février 1951 à Yverdon-les-Bains et originaire de Sassel, est une écrivain et poète vaudoise.

## Biographie
Après un apprentissage d'aide en médecine dentaire, elle devient opératrice de saisie.
Son œuvre littéraire est essentiellement poétique : en 1980, elle écrit Morte saison Regards, puis en 1985 Regards - lettre à Marie et en 2000 Réflexion.
Lauréate de la Médaille de bronze de l'Académie de Lutèce (1985) et de la Mention très honorable au concours de l'île de poètes (Rencontre, 1999), Christiane Durussel est membre de l'Association vaudoise des écrivains.

## Sources
- « Christiane Durussel », sur la base de données des personnalités vaudoises sur la plateforme « Patrinum » de la Bibliothèque cantonale et universitaire de Lausanne.
- Anne-Lise Delacrétaz, Daniel Magetti, Écrivaines et écrivains d'aujourd'hui, p. 97